# Ултраљубичаста стерилизација воде
Ултраљубичаста стерилизација воде или ултра-виолетна стерилзација воде је метода кондиционирања воде заснована на електромагнетном зрачењу са таласним дужинама мањим од видљивог зрачења, али већим од оних које имају меки X-зраци, које доводи до денатурације беланчевина и тиме уништавања микроорганизама. Користећи ову особину ултраљубичастих зрака, човек је успео применом стерилизатора, који раде на овом принципу, да успешно инактивира бактерије, вирусе, плесни, гљивице и споре бактерија у води.
Ултраљубичаста стерилизација воде као једна од метода у кондицинирању воде за пиће, данас је постала уобичајни микробиолошки третман јер је економичан и истовремено представља еколошки чист начин стерилизације воде. Она тренутно уништава микроорганизме у води, при чему минерални садржај и укуса воде остаје непромењен. Такође у процесу третмана води се не додају хемикалије и друга средства па не постоји могућност предозирања тих средстава.

## Принцип рада
Принцип рада уређаја се заснива на проласку ултраљубичастих зрака кроз одређен слој воде у проточном систему, и на великој осетљивости микроорганизама (бактерија, вируса, квасца, алги или њихових спора) на ултрањубичасто зрачење, а нарочито на таласну дужину од 254 nm, које показује највећу ефикасност у стерилизацији воде.
Овај суштински биоструктурални поремећај, изазван ултрљубичастим зрачењем, доводи до немогућности репродукције било ког облика микроорганизма, што га самим тим чини и безопасним. 
Ултраљубичаста стерилизација се квантитативно карактерише количином енергије (у mWs/cm²) коју приме микроорганизми. Енергија од 30 mWs/cm² елиминише готово 99% свих уобичајених врста бактерија.

## Предности
Ова физичка метода представља врло ефикасну и поуздану алтернативу хемијским облицима дезинфекције воде, која се огледа у следећем:
- убија микроорганизме за само неколико секунди секунди,
- не захтева употребу хемикалија, па нема стварања отровних једињења,
- минерални садржај воде остаје непромењен,
- вода задржава свој природни укус,
- предозирање зрачења нема штетан ефекат,
- нема корозије уређаја, што је случај код примене хемикалија,
- једноставна инсталација, мали трошкови инвестиције и трошкови одржавања уређаја,
- мала потрошња електричне енергије,
- дугогодишњи поуздани рад.

## Примена
Ултраљубичаста стерилизација воде све је већа а најзаступљенија јеу следећим областима:
- Фармацеутској, козметичкој и хемијској индустрији.[5]
- У погонима за производњу хране и пића.
- За производњу воде за пиће.
- У пољопривреди и рибарству.
- У апотекама, амбулантама, болницама.
- У војним објектима
- За потребе бања, базена, акваријума итд.

## Монтажа
Ултраљубичасте стерилизатор треба инсталирати што је више могуће у крајњој тачки сепарационе инсталације после микрофилтра порозности 5 - 25 микрона. 
Такође, стерилизатор може да се користи у циркулационом кругу у којем произведена вода високе чистоће кружи између стерилизатора и резервоара за складиштење, пре него што се пумпама пребаци на места коришћења. У свим инсталацијама препоручљиво је поставити бактериолошки филтар иза стерилизатора, који ће хватати угинула тела бактерија из ултраљубичастог стерилизатора.

## Микроорганизми осетљиви на ултраљубичасто зрачење
| - Agrobacterium tumefaciens - Adenovirus Tipo III - Aspergillus Amstelodamy - Aspergillus flavus - Aspergillus glaucus - Aspergillus niger - Bacillus Anthracis - Bacillus Anthracis (esporas) - Bacillus Megatherium SP - Bacillus Megatherium SP (esporas) - Bacillus Paratyphosus - Bacillus subtilis - Bacillus subtilis (esporas) - Bacteriófago - Campylobacter jejuni - Chiorella vulgaris (Algas) - Cianobacteria sp. - Clostridium botulinum - Clostridium tetani - Corynebacterium diphtheriae - Coxsackie - Cryptosporidium parvum - Dysentery bacilli - E. hystolitica - Eberthella typhosa - Echovirus I (Picornaviridae) - Echovirus II (Picornaviridae) - Enterococcus faecalis - Escherichia Coli (E. Coli) - Giardia lamblia - Huevos de nematodo (helmintos) | - Influenza (orthomyxovaridae) - Legionella bozemanii - Legionella dumofii - Legionella gormanii - Legionella longbeachae - Legionella micdadei - Legionella pneumophila - Leptospira canicola - Leptospira interrogans - Listeria monocytogenes - Micrococcus candidus - Micrococcus sphaeroides - Mosaico del tabaco (TMV) - Mucor Mucedo - Mucor Recemosus (A y B) - Mycobacterium tuberculosis - Neisseria – moraxella catarrhalis - Oospora lactis - Paramecium sp. - Penicillium chrysogenum - Penicillium digitatum - Penicillium expansum - Penicillium roqueforti - Phytomonas tumefaciens - Poliovirus (picornaviridae) - Proteus vulgaris - Pseudomonas aeruginosa - Pseudomonas fluorescens - Rhizopus nigricans - Rhodospirillum rubrum - Rotavirus (Reoviridae) | - Saccharomyces cerevisiae - Saccharomyces ellipsoideus - Saccharomyces sp. - Salmonella enteritidis - Salmonella paratyphi - Salmonella Species - Salmonella typhi - Salmonella typhimurium - Sarcina lutea - Serratia marcescens - Shigella dysenteriae - Shigella flexneri - Shigella paradysenteriae - Shigella sonnei - Spirillum rubrum - Staphylococcus albus - Staphylococcus aureus - Staphylococcus epidermidis - Streptococcus haemolyticus - Streptococcus lactis - Streptococcus pyrogenes - Streptococcus salivarius - Streptococcus viridans - Trichosporon - Variola Virus (Poxviridae) - Vibrio cholerae - Vibrio comma - Virus de la Hepatitis A (VHA) - Virus de la Hepatitis B (VHB) - Yersinia Enterocolitica |